# Melinaea isocomma
Melinaea isocomma är en fjärilsart som beskrevs av Forbes 1948. Melinaea isocomma ingår i släktet Melinaea och familjen praktfjärilar. Inga underarter finns listade i Catalogue of Life.